# Barntrup
Barntrup is een stad en gemeente in de Duitse deelstaat Noordrijn-Westfalen, gelegen in de Kreis Lippe. De gemeente telt 8.501 inwoners (31 december 2020) op een oppervlakte van 59,46 km².

## Stadsdelen

De stadsdelen van Barntrup

- Officiële Ortsteile:
  - Barntrup-stad	(5.498)
  - Alverdissen (1.499)
  - Selbeck (349)
  - Sommersell	(314)
  - Sonneborn (975)
- voormalige Ortsteile van buurgemeentes, waarvan geen document bestaat, waarin is vastgelegd, bij welk officieel Ortsteil van Barntrup het gebied behoort:
  - Bega, tot 1969 gelegen in Dörentrup, waar nog een Ortsteil met die naam bestaat
  - Schönhagen, tot 1969 gelegen in Externtal, waar nog een Ortsteil met die naam bestaat
- andere dorpen en gehuchten:
  - Struchtrup
  - Mönchshof
  - Bentrup
  - Rote Kuhle

Tussen haakjes het aantal inwoners volgens de gemeentewebsite, excl. mensen met alleen een tweede woning in de gemeente. Peildatum: 1 januari 2021. Totaal bevolkingscijfer: 8.635 personen.

## Geografie
Barntrup ligt in de landstreek Lippe, aan de zuidwestelijke flank van het Weserbergland.

### Naburige gemeentes
- Dörentrup in het noord-noordwesten
- Extertal in het noord-noordoosten
- Aerzen in het noordoosten
- Bad Pyrmont in het oosten
- Lügde in het oost-zuidoosten
- Blomberg en Schieder-Schwalenberg in het zuid-zuidoosten
- Horn-Bad Meinberg en Detmold  in het zuidwesten
- Lemgo in het westen.

## Infrastructuur
- Auto: De hoofdverkeersaders zijn de Bundesstraße 1  naar Paderborn in het zuidwesten en naar Hamelen in het noordoosten, en de Bundesstraße 66 naar Lemgo in het noordwesten. Een rondweg om het stadje ter ontlasting van het centrum van doorgaand verkeer is in 2022 voltooid.
- Trein: De dichtstbij zijnde stations, waar reizigerstreinen stoppen, zijn:
  - Schieder aan de lijn Hannover–Altenbeken
  - Lemgo-Lüttfeld aan de lijn naar Bielefeld
  - Horn-Bad Meinberg aan de lijn Herford–Altenbeken.
- Bus: Van en naar de hierboven genoemde treinstations rijden vanuit Barntrup bussen. De frequentie hiervan is echter beperkt. De meeste buslijnen zijn ingericht voor scholierenvervoer ('s morgens vroeg één rit in de richting van de scholen, 's middags enige ritten in omgekeerde richting).
- Luchtvaart: Bij Blomberg ligt een vliegveldje voor sport- en kleine hobbyvliegtuigjes.

## Economie
Te Barntrup staat één grote fabriek, KEB Automation. Dit bedrijf produceert frequentieregelaars en andere schakelapparatuur, en onderdelen van computers en servers. Er werkten in 2019 circa 850 mensen.
Voor het overige vindt men in de gemeente enige bedrijventerreinen voor midden- en kleinbedrijf van lokaal belang.

## Geschiedenis
Alle dorpen in de gemeente ontstonden, evenals Barntrup zelf, reeds in de middeleeuwen (Alverdissen reeds in 1151), meestal tussen de 12e en 15e eeuw. Barntrup bestond reeds in de 13e eeuw en lag in een klein semi-onafhankelijk staatje, het Graafschap Sternberg. In 1376 verleende graaf Hendrik V van Sternberg stadsrecht aan Barntrup. In dezelfde tijd was Alverdissen, dat later tot een ander graafschap, Lippe-Alverdissen,  behoorde, ook al de status van dorp ontgroeid, het kan als vlek (Marktflecken) worden beschouwd. In de middeleeuwen werd Barntrup ommuurd en van drie stadspoorten voorzien.
In de late 16e en 17e eeuw lag de tegenwoordige gemeente Barntrup in het Graafschap Lippe. Graaf Simon VI van Lippe was zelf van het lutheranisme tot het calvinisme bekeerd, en voerde deze richting van het protestantse christendom in 1602 ook in zijn graafschap als staatsgodsdienst in (met de stad Lemgo, die luthers bleef, als uitzondering).
Als gevolg hiervan zijn in het voormalige graafschap Lippe, en dus ook in de gemeente Barntrup, de meeste christenen (en dus ook de kerkgebouwen) lid van de, calvinistisch georiënteerde, Evangelisch-reformierte Kirche.  Het graafschap ging later op in het Vorstendom Lippe en vanaf 1871 in het Duitse Keizerrijk.
Barntrup werd in 1658 door een stadsbrand grotendeels in de as gelegd. In de gemeente trad vanaf de 18e eeuw economische achteruitgang op. In de 19e eeuw was de gehele streek berucht vanwege haar armoede. Velen werkten als seizoensarbeider in o.a. Nederland (hannekemaaiers) of emigreerden naar de Verenigde Staten.  In de eerste jaren na de Tweede Wereldoorlog, die betrekkelijk ongemerkt aan Barntrup was voorbijgegaan, was er door de immigratie van enkele duizenden Heimatvertriebene een tijdelijke sterke bevolkingsaanwas.

## Bezienswaardigheden, toerisme

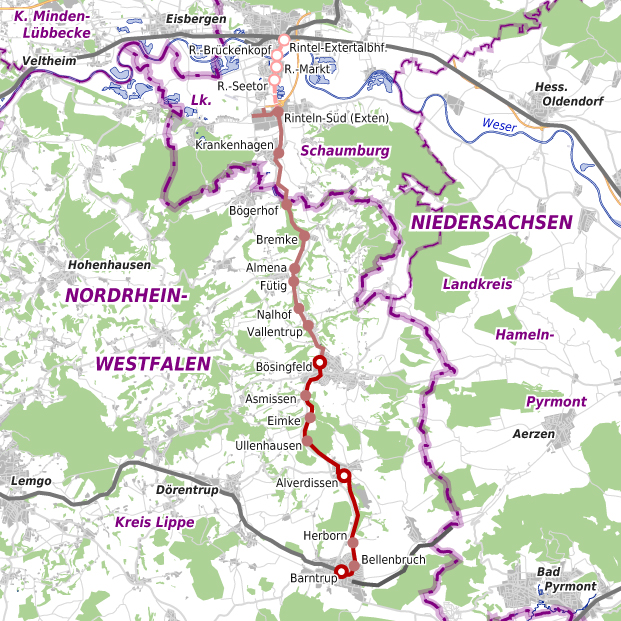
Traject Extertalbahn. Het rode gedeelte is nog in bedrijf als museumspoorlijn. Op het donkerroze gedeelte wordt met draisines gereden.
Dal van de Bega

- De afwisselende, heuvelachtige omgeving van het nabij het Wezerbergland gelegen  Barntrup biedt mogelijkheden voor mooie wandel- en fietstochten, vaak met fraaie uitzichten onderweg, bijvoorbeeld vanop de heuvel Saalberg bij Sonnenborn, waar een oude windmolen zonder wieken staat, die tot uitzichttoren werd verbouwd.
- Kasteel Barntrup is een in 1588  door de Heren van Kerßenbrock, vazallen van de graven van Lippe, voltooid slot in Weser-renaissance-stijl. Niet van binnen te bezichtigen.
- Kasteel Alverdissen (1663), in de 20e eeuw als o.a. Amtsgericht gebruikt, en tot 2008 nog als overheidsarchief; sedert 2009 privé bewoond. Niet van binnen te bezichtigen.
- De evang.-geref. kerk te Alverdissen (1843) staat naast het 18e-eeuwse mausoleum van de grafelijke familie Zur Lippe-Alverdissen.
- De evang.-geref. voormalige Mariakerk te Barntrup, gebouwd in 1317, met interessant 17e-eeuws interieur
- De evang.-geref. kerk te Sonnenborn, gebouwd in de 14e of 15e eeuw, met -voor een gereformeerde kerk zeldzame- muurschilderingen. Na telefonische afspraak met de koster te bezichtigen.
- Streekmuseum te Alverdissen
- Toeristische ritten per historische stoomtrein over de museumspoorlijn Extertalbahn (waarmee jaarlijks rond 6 december ook Sinterklaas in de stad arriveert)
- In de binnenstad van Barntrup staan, met name aan de Lange Straße, enige schilderachtige, oude vakwerkhuizen.
- Het in de gemeente Barntrup liggende deel van het dal van het riviertje Bega is een ecologisch waardevol natuurreservaat, waar fraaie beukenbomen staan en veel zeldzame planten en dieren voorkomen.

## Afbeeldingen

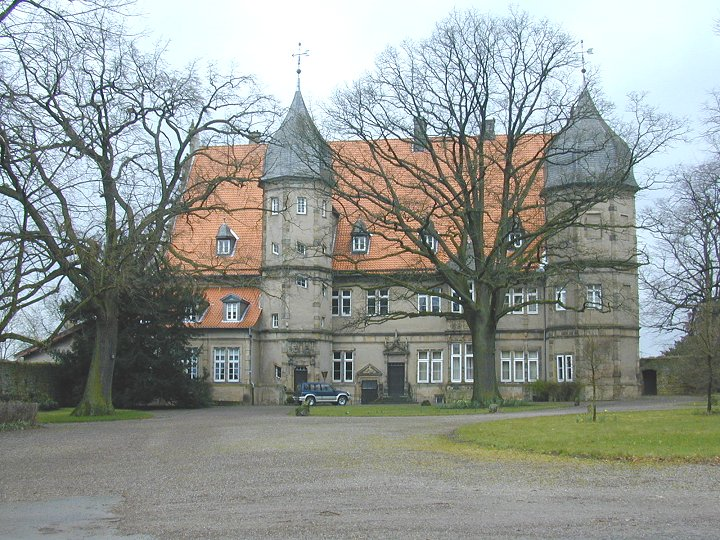
Kasteel Barntrup
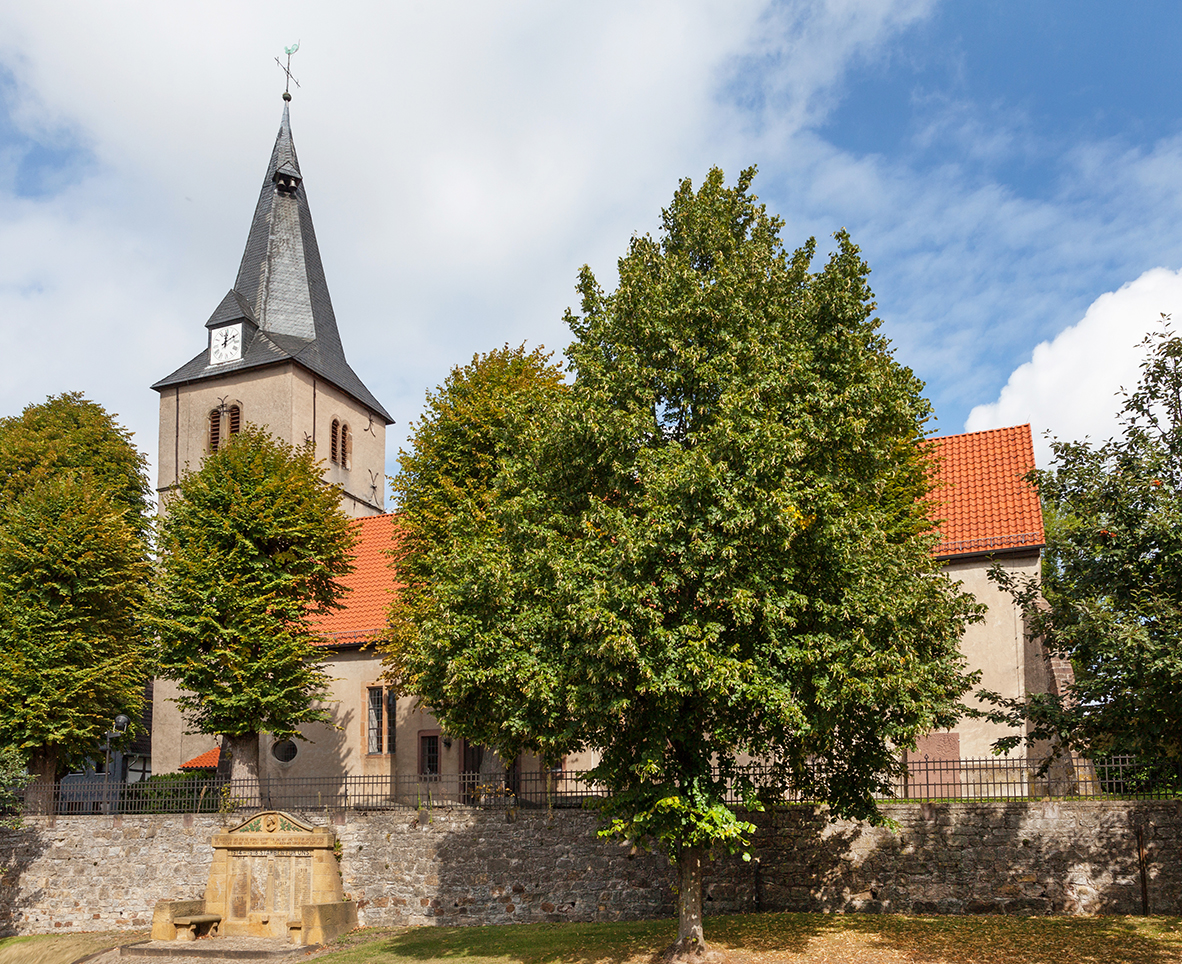
Protestantse kerk (Evangelisch-reformiert) te Barntrup

## Belangrijke personen in relatie tot de gemeente
- Ludwig Deppe (Barntrup-Alverdissen, 7 november 1828 – Bad Pyrmont, 5 september 1890), Duits componist, pianopedagoog en dirigent.

Augustdorf · Bad Salzuflen · Barntrup · Blomberg · Detmold · Dörentrup · Extertal · Horn-Bad Meinberg · Kalletal · Lage · Lemgo · Leopoldshöhe · Lügde · Oerlinghausen · Schieder-Schwalenberg · Schlangen